# Curkovec
Curkovec je naseljeno mjesto u Republici Hrvatskoj u Zagrebačkoj županiji. 

## Zemljopis
Administrativno je u sastavu grada Svetog Ivana Zeline. Naselje se proteže na površini od 3,99 km². 

## Stanovništvo
Prema popisu stanovništva iz 2001. godine u Curkovcu živi 100 stanovnika i to u 30 kućanstava. Gustoća naseljenosti iznosi 25,06 st./km².
| broj stanovnika |       |       |       |       |       |       |       |       | 137   | 131   | 124   | 114   | 116   | 99    | 100   | 88    | 69    |
|                 | 1857. | 1869. | 1880. | 1890. | 1900. | 1910. | 1921. | 1931. | 1948. | 1953. | 1961. | 1971. | 1981. | 1991. | 2001. | 2011. | 2021. |